# Großer Preis von Japan 2012
Der Große Preis von Japan 2012 (offiziell 2012 Formula 1 Japanese Grand Prix) fand am 7. Oktober auf dem Suzuka International Racing Course in Suzuka statt und war das 15. Rennen der Formel-1-Weltmeisterschaft 2012.

## Berichte

### Hintergrund
Nach dem Großen Preis von Singapur führte Fernando Alonso in der Fahrerwertung mit 29 Punkten vor Sebastian Vettel und mit 45 Punkten vor Kimi Räikkönen. In der Konstrukteurswertung führte Red Bull-Renault mit 36 Punkten vor McLaren-Mercedes und mit 52 Punkten vor Ferrari.
Beim Großen Preis von Japan stellte Pirelli den Fahrern die Reifenmischungen P Zero Hard (silber) und P Zero Soft (gelb) sowie für Nässe Cinturato Intermediates (grün) und Cinturato Full-Wets (blau) zur Verfügung.
Mit Michael Schumacher (sechsmal), Alonso, Vettel (jeweils zweimal), Räikkönen, Lewis Hamilton und Jenson Button (jeweils einmal) traten sechs ehemalige Sieger zu diesem Grand Prix an.
Als Rennkommissare fungierten Lars Österlind (SWE), Vincenzo Spano (VEN), Derek Warwick (GBR) und Kazunari Yamanashi (JPN).

### Training
Im ersten freien Training fuhr Button die schnellste Runde vor seinem Teamkollegen Hamilton und Mark Webber. In diesem Training übernahm Valtteri Bottas den Williams von Bruno Senna und Giedo van der Garde den Caterham von Heikki Kovalainen.
Im zweiten freien Training übernahm Webber die Führung vor Hamilton und Vettel. Paul di Resta und Schumacher beschädigten ihre Fahrzeuge in diesem Training bei sich ähnelnden Unfällen in der Spoon-Kurve.
Im dritten freien Training erzielte Vettel die Bestzeit vor Webber und Felipe Massa. Nico Hülkenberg hatte in dieser Trainingssitzung einen Unfall in der Degner-Kurve. Charles Pic wurde im Anschluss an das dritte freie Training verwarnt, weil er Hamilton in der Schikane behindert hatte. Zudem wurde sein Team mit einer Geldstrafe in Höhe von 5.000 Euro belegt.

### Qualifying
Im ersten Abschnitt des Qualifyings fuhr Romain Grosjean die schnellste Runde. Die HRT-, Marussia- und Caterham-Piloten sowie Senna schieden aus. Im zweiten Abschnitt lag Vettel in Führung. Die Toro Rosso- und Mercedes-Piloten sowie Pastor Maldonado, di Resta und Massa schieden aus. Im dritten Abschnitt drehte sich Räikkönen in der Schlussphase ins Kiesbett und löste eine kurzzeitige Gelbphase aus, die einigen Konkurrenten eine Zeitverbesserung unmöglich machte. Vettel behielt die Spitzenposition und sicherte sich die Pole-Position vor Webber und Button, der wegen eines Getriebewechsels um fünf Positionen nach hinten versetzt wurde. Das Getriebe Buttons hatte das gleiche Problem wie Hamiltons, das beim Großen Preis von Singapur während des Rennens einen Schaden erlitt.
Ebenfalls von Startplatzstrafen waren Hülkenberg, Schumacher und Jean-Éric Vergne betroffen: Hülkenberg wegen eines Getriebewechsels, der nach seinem Unfall im dritten freien Training notwendig wurde, Schumacher aufgrund einer von ihm verursachten Kollision mit Vergne beim Großen Preis von Singapur und Vergne, da er im ersten Qualifying-Abschnitt Senna in der Schikane behindert hatte.
Pole-Setter Vettel wurde nach dem Qualifying verwarnt, da er Alonso im letzten Qualifikationsabschnitt behindert hatte.

### Rennen
Beim Start zum Großen Preis von Japan gab es mehrere Kollisionen in der ersten Kurve. Auslöser war eine Berührung von Räikkönen und Alonso. Alonso schlitze sich seinen linken Hinterreifen am Frontflügel Räikkönens auf. Darüber hinaus löste Grosjean eine Kollision aus, in dem er Webber hinten hineinfuhr. Nico Rosberg musste darauf bremsen, weshalb es zu einer Kollision zwischen ihm und Senna kam. Alonso und Rosberg schieden durch Kollisionsfolgeschäden aus, Grosjean, Senna und Webber kamen zu Reparaturen an die Box. Die Rennleitung bestrafte Grosjean für sein Verhalten in der Startphase mit einer Zehn-Sekunden-Stop-and-Go-Strafe; Senna wurde mit einer Durchfahrtsstrafe belegt. Durch die Kollisionen kam es zu einer Safety-Car-Phase. Vettel führte in dieser vor Kobayashi, Button, Massa und Räikkönen.
Nach dem Restart gelang es Vettel, sich an der Spitze einen Vorsprung zu erarbeiten, während es im restlichen Feld Positionskämpfe gab. In der 13. Runde begann Button die Phase der ersten Boxenstopps. In den folgenden Runden absolvierten die restlichen Fahrer der Spitzengruppe ihre Stopps. Vettel und Massa warteten am längsten, was sich als richtige Entscheidung erwies. Vettel behielt die Führung und Massa überholte an der Box Button und Kobayashi und lag auf dem zweiten Platz. In der 19. Runde gab es einen Zweikampf zwischen Hamilton und Pérez. Hamilton war zuvor durch die Boxenstopps vor Pérez gekommen. Pérez versuchte vor der Haarnadel ein Überholmanöver auf der Außenbahn, verlor dabei die Kontrolle über sein Fahrzeug und schied aus. In der Anfangsphase des Rennens glückte ihm an dieser Stelle ein Überholmanöver gegen Hamilton.
In der 31. Runde begann die Phase der zweiten Boxenstopps. Kobayashi war der erste Pilot an der Box. Vettel baute seinen Vorsprung auf Massa vor deren Stopps weiter aus und blieb erneut als längster von der Spitzengruppe auf der Strecke, sodass er durchgängig in Führung blieb. In dieser Rennphase gaben Narain Karthikeyan und Pic das Rennen mit technischen Problemen auf. Darüber hinaus überholte Senna Grosjean, in dem er ihn vor der 130R außen angriff.
Während Vettel das Rennen ungefährdet vor Massa anführte, entwickelte sich ein Duell zwischen Kobayashi und Button um den dritten Platz. Einen Angriff startete Button jedoch nicht. Kurz vor dem Ende des Rennens gab Grosjean an der Box auf.
Vettel gewann schließlich das Rennen mit etwa 20 Sekunden vor Massa und Kobayashi, der die dritte Position gegen Button erfolgreich verteidigte. Hinter den ersten vier Piloten gab es eine größere Lücke. Die weiteren Punkte gingen an Hamilton, Räikkönen, Hülkenberg, Maldonado, Webber und Ricciardo. Für Vettel war es der 24. Sieg in der Formel-1-Weltmeisterschaft.
Vettel startete von der Pole-Position, führte das Rennen durchgängig an und erzielte die schnellste Runde in der zweitletzten Runde. Damit gelang ihm ein Grand Slam. Red-Bull-Motorsportkonsulent Helmut Marko kommentierte die schnellste Rennrunde Vettels mit: „Völlig unnötig, aber das ist eben Vettel.“
Massa erzielte die erste Podest-Platzierung seit dem Großen Preis von Korea 2010 und Kobayashi stand zum ersten Mal in seiner Formel-1-Karriere auf dem Podium. Maldonado gelang es, nach seinem Sieg beim Großen Preis von Spanien 2012 erstmals wieder Punkte einzufahren.
Vettel reduzierte mit dem Sieg den Rückstand auf den Weltmeisterschaftsführenden Alonso von 29 auf 4 Punkte. Räikkönen blieb auf dem dritten Platz. Bei den Konstrukteuren gab es keine Veränderungen auf den ersten drei Positionen.

## Meldeliste
| Team                          | Nr. | Fahrer              | Chassis           | Motor                | Reifen |
| ----------------------------- | --- | ------------------- | ----------------- | -------------------- | ------ |
| Red Bull Racing               | 01  | Sebastian Vettel    | Red Bull RB8      | Renault 2.4 V8       | P      |
| Red Bull Racing               | 02  | Mark Webber         | Red Bull RB8      | Renault 2.4 V8       | P      |
| Vodafone McLaren Mercedes     | 03  | Jenson Button       | McLaren MP4-27    | Mercedes-Benz 2.4 V8 | P      |
| Vodafone McLaren Mercedes     | 04  | Lewis Hamilton      | McLaren MP4-27    | Mercedes-Benz 2.4 V8 | P      |
| Scuderia Ferrari              | 05  | Fernando Alonso     | Ferrari F2012     | Ferrari 2.4 V8       | P      |
| Scuderia Ferrari              | 06  | Felipe Massa        | Ferrari F2012     | Ferrari 2.4 V8       | P      |
| Mercedes AMG Petronas F1 Team | 07  | Michael Schumacher  | Mercedes F1 W03   | Mercedes-Benz 2.4 V8 | P      |
| Mercedes AMG Petronas F1 Team | 08  | Nico Rosberg        | Mercedes F1 W03   | Mercedes-Benz 2.4 V8 | P      |
| Lotus F1 Team                 | 09  | Kimi Räikkönen      | Lotus E20         | Renault 2.4 V8       | P      |
| Lotus F1 Team                 | 10  | Romain Grosjean     | Lotus E20         | Renault 2.4 V8       | P      |
| Sahara Force India F1 Team    | 11  | Paul di Resta       | Force India VJM05 | Mercedes-Benz 2.4 V8 | P      |
| Sahara Force India F1 Team    | 12  | Nico Hülkenberg     | Force India VJM05 | Mercedes-Benz 2.4 V8 | P      |
| Sauber F1 Team                | 14  | Kamui Kobayashi     | Sauber C31        | Ferrari 2.4 V8       | P      |
| Sauber F1 Team                | 15  | Sergio Pérez        | Sauber C31        | Ferrari 2.4 V8       | P      |
| Scuderia Toro Rosso           | 16  | Daniel Ricciardo    | Toro Rosso STR7   | Ferrari 2.4 V8       | P      |
| Scuderia Toro Rosso           | 17  | Jean-Éric Vergne    | Toro Rosso STR7   | Ferrari 2.4 V8       | P      |
| Williams F1 Team              | 18  | Pastor Maldonado    | Williams FW34     | Renault 2.4 V8       | P      |
| Williams F1 Team              | 19  | Valtteri Bottas     | Williams FW34     | Renault 2.4 V8       | P      |
| Williams F1 Team              | 19  | Bruno Senna         | Williams FW34     | Renault 2.4 V8       | P      |
| Caterham F1 Team              | 20  | Giedo van der Garde | Caterham CT01     | Renault 2.4 V8       | P      |
| Caterham F1 Team              | 20  | Heikki Kovalainen   | Caterham CT01     | Renault 2.4 V8       | P      |
| Caterham F1 Team              | 21  | Witali Petrow       | Caterham CT01     | Renault 2.4 V8       | P      |
| HRT F1 Team                   | 22  | Pedro de la Rosa    | HRT F112          | Cosworth 2.4 V8      | P      |
| HRT F1 Team                   | 23  | Narain Karthikeyan  | HRT F112          | Cosworth 2.4 V8      | P      |
| Marussia F1 Team              | 24  | Timo Glock          | Marussia MR01     | Cosworth 2.4 V8      | P      |
| Marussia F1 Team              | 25  | Charles Pic         | Marussia MR01     | Cosworth 2.4 V8      | P      |

Anmerkungen
1. 1 2  Bottas fuhr den Williams mit der Nummer 19 im ersten freien Training. Senna übernahm das Fahrzeug anschließend für das restliche Rennwochenende.
2. 1 2  Van der Garde fuhr den Caterham mit der Nummer 20 im ersten freien Training. Kovalainen übernahm das Fahrzeug anschließend für das restliche Rennwochenende.

## Klassifikationen

### Qualifying
| Pos.                                                                      | Fahrer             | Konstrukteur         | Q1       | Q2       | Q3         | Start |
| ------------------------------------------------------------------------- | ------------------ | -------------------- | -------- | -------- | ---------- | ----- |
| 01                                                                        | Sebastian Vettel   | Red Bull-Renault     | 1:32,608 | 1:31,501 | 1:30,839   | 01    |
| 02                                                                        | Mark Webber        | Red Bull-Renault     | 1:32,951 | 1:31,950 | 1:31,090   | 02    |
| 03                                                                        | Jenson Button      | McLaren-Mercedes     | 1:33,077 | 1:31,772 | 1:31,290   | 08    |
| 04                                                                        | Kamui Kobayashi    | Sauber-Ferrari       | 1:32,042 | 1:31,886 | 1:31,700   | 03    |
| 05                                                                        | Romain Grosjean    | Lotus-Renault        | 1:32,029 | 1:31,988 | 1:31,898   | 04    |
| 06                                                                        | Sergio Pérez       | Sauber-Ferrari       | 1:32,147 | 1:32,169 | 1:32,022   | 05    |
| 07                                                                        | Fernando Alonso    | Ferrari              | 1:32,459 | 1:31,833 | 1:32,114   | 06    |
| 08                                                                        | Kimi Räikkönen     | Lotus-Renault        | 1:32,221 | 1:31,826 | 1:32,208   | 07    |
| 09                                                                        | Lewis Hamilton     | McLaren-Mercedes     | 1:33,061 | 1:32,121 | 1:32,327   | 09    |
| 10                                                                        | Nico Hülkenberg    | Force India-Mercedes | 1:32,828 | 1:32,272 | keine Zeit | 15    |
| 11                                                                        | Felipe Massa       | Ferrari              | 1:32,946 | 1:32,293 | –          | 10    |
| 12                                                                        | Paul di Resta      | Force India-Mercedes | 1:32,898 | 1:32,327 | –          | 11    |
| 13                                                                        | Michael Schumacher | Mercedes             | 1:33,349 | 1:32,469 | –          | 23    |
| 14                                                                        | Pastor Maldonado   | Williams-Renault     | 1:32,834 | 1:32,512 | –          | 12    |
| 15                                                                        | Nico Rosberg       | Mercedes             | 1:33,015 | 1:32,625 | –          | 13    |
| 16                                                                        | Daniel Ricciardo   | Toro Rosso-Ferrari   | 1:33,059 | 1:32,954 | –          | 14    |
| 17                                                                        | Jean-Éric Vergne   | Toro Rosso-Ferrari   | 1:33,370 | 1:33,368 | –          | 19    |
| 18                                                                        | Bruno Senna        | Williams-Renault     | 1:33,405 | –        | –          | 16    |
| 19                                                                        | Heikki Kovalainen  | Caterham-Renault     | 1:34,657 | –        | –          | 17    |
| 20                                                                        | Timo Glock         | Marussia-Cosworth    | 1:35,213 | –        | –          | 18    |
| 21                                                                        | Pedro de la Rosa   | HRT-Cosworth         | 1:35,385 | –        | –          | 20    |
| 22                                                                        | Charles Pic        | Marussia-Cosworth    | 1:35,429 | –        | –          | 21    |
| 23                                                                        | Witali Petrow      | Caterham-Renault     | 1:35,432 | –        | –          | 22    |
| 24                                                                        | Narain Karthikeyan | HRT-Cosworth         | 1:36,734 | –        | –          | 24    |
| 107-Prozent-Zeit: 1:38,471 min (bezogen auf Q1-Bestzeit von 1:32,029 min) |                    |                      |          |          |            |       |

Anmerkungen
1. ↑  Button wurde aufgrund eines Getriebewechsels um fünf Positionen nach hinten versetzt.
2. ↑  Hülkenberg wurde aufgrund eines Getriebewechsels um fünf Positionen nach hinten versetzt.
3. ↑  Schumacher wurde wegen des Verursachens einer Kollision beim Großen Preis von Singapur um zehn Positionen nach hinten versetzt.
4. ↑  Vergne wurde wegen Behinderns von Senna um drei Positionen nach hinten versetzt.

1. 1 2 3 4 5 6 7 8 9 10 11 12 13 14 15 16 17 18 19 20  Rennwagen mit KERS

### Rennen
| Pos. | Fahrer             | Konstrukteur         | Runden | Stopps | Zeit        | Start | Schnellste Runde |
| ---- | ------------------ | -------------------- | ------ | ------ | ----------- | ----- | ---------------- |
| 01   | Sebastian Vettel   | Red Bull-Renault     | 53     | 2      | 1:28:56,242 | 01    | 1:35,774 (52.)   |
| 02   | Felipe Massa       | Ferrari              | 53     | 2      | + 20,639    | 10    | 1:36,894 (50.)   |
| 03   | Kamui Kobayashi    | Sauber-Ferrari       | 53     | 2      | + 24,538    | 03    | 1:36,679 (52.)   |
| 04   | Jenson Button      | McLaren-Mercedes     | 53     | 2      | + 25,098    | 08    | 1:36,606 (51.)   |
| 05   | Lewis Hamilton     | McLaren-Mercedes     | 53     | 2      | + 46,490    | 09    | 1:37,760 (45.)   |
| 06   | Kimi Räikkönen     | Lotus-Renault        | 53     | 2      | + 50,424    | 07    | 1:37,886 (49.)   |
| 07   | Nico Hülkenberg    | Force India-Mercedes | 53     | 2      | + 51,159    | 15    | 1:37,938 (46.)   |
| 08   | Pastor Maldonado   | Williams-Renault     | 53     | 2      | + 52,364    | 12    | 1:37,771 (45.)   |
| 09   | Mark Webber        | Red Bull-Renault     | 53     | 2      | + 54,675    | 02    | 1:37,128 (49.)   |
| 10   | Daniel Ricciardo   | Toro Rosso-Ferrari   | 53     | 2      | + 1:06,919  | 14    | 1:37,455 (50.)   |
| 11   | Michael Schumacher | Mercedes             | 53     | 2      | + 1:07,769  | 23    | 1:36,942 (43.)   |
| 12   | Paul di Resta      | Force India-Mercedes | 53     | 2      | + 1:23,460  | 11    | 1:37,535 (48.)   |
| 13   | Jean-Éric Vergne   | Toro Rosso-Ferrari   | 53     | 2      | + 1:28,645  | 19    | 1:37,533 (39.)   |
| 14   | Bruno Senna        | Williams-Renault     | 53     | 4      | + 1:28,709  | 16    | 1:36,819 (44.)   |
| 15   | Heikki Kovalainen  | Caterham-Renault     | 52     | 2      | + 1 Runde   | 17    | 1:38,043 (52.)   |
| 16   | Timo Glock         | Marussia-Cosworth    | 52     | 2      | + 1 Runde   | 18    | 1:38,756 (48.)   |
| 17   | Witali Petrow      | Caterham-Renault     | 52     | 3      | + 1 Runde   | 22    | 1:38,344 (47.)   |
| 18   | Pedro de la Rosa   | HRT-Cosworth         | 52     | 2      | + 1 Runde   | 20    | 1:39,351 (50.)   |
| 19   | Romain Grosjean    | Lotus-Renault        | 51     | 3      | DNF         | 04    | 1:38,277 (32.)   |
| –    | Charles Pic        | Marussia-Cosworth    | 37     | 2      | DNF         | 21    | 1:40,493 (34.)   |
| –    | Narain Karthikeyan | HRT-Cosworth         | 32     | 1      | DNF         | 24    | 1:41,388 (21.)   |
| –    | Sergio Pérez       | Sauber-Ferrari       | 18     | 1      | DNF         | 05    | 1:38,983 (17.)   |
| –    | Fernando Alonso    | Ferrari              | 0      | 0      | DNF         | 06    | –                |
| –    | Nico Rosberg       | Mercedes             | 0      | 0      | DNF         | 13    | –                |

Anmerkungen
1. 1 2 3 4 5 6 7 8 9 10 11 12 13 14 15 16 17 18 19 20  Rennwagen mit KERS

## WM-Stände nach dem Rennen
Die ersten zehn des Rennens bekamen 25, 18, 15, 12, 10, 8, 6, 4, 2 bzw. 1 Punkt(e).

### Fahrerwertung
| Pos. | Fahrer             | Konstrukteur         | Punkte |
| ---- | ------------------ | -------------------- | ------ |
| 01   | Fernando Alonso    | Ferrari              | 194    |
| 02   | Sebastian Vettel   | Red Bull-Renault     | 190    |
| 03   | Kimi Räikkönen     | Lotus-Renault        | 157    |
| 04   | Lewis Hamilton     | McLaren-Mercedes     | 152    |
| 05   | Mark Webber        | Red Bull-Renault     | 134    |
| 06   | Jenson Button      | McLaren-Mercedes     | 131    |
| 07   | Nico Rosberg       | Mercedes             | 93     |
| 08   | Romain Grosjean    | Lotus-Renault        | 82     |
| 09   | Felipe Massa       | Ferrari              | 69     |
| 10   | Sergio Pérez       | Sauber-Ferrari       | 66     |
| 11   | Kamui Kobayashi    | Sauber-Ferrari       | 50     |
| 12   | Paul di Resta      | Force India-Mercedes | 44     |
| 13   | Michael Schumacher | Mercedes             | 43     |

| Pos. | Fahrer             | Konstrukteur         | Punkte |
| ---- | ------------------ | -------------------- | ------ |
| 14   | Nico Hülkenberg    | Force India-Mercedes | 37     |
| 15   | Pastor Maldonado   | Williams-Renault     | 33     |
| 16   | Bruno Senna        | Williams-Renault     | 25     |
| 17   | Jean-Éric Vergne   | Toro Rosso-Ferrari   | 8      |
| 18   | Daniel Ricciardo   | Toro Rosso-Ferrari   | 7      |
| 19   | Timo Glock         | Marussia-Cosworth    | 0      |
| 20   | Heikki Kovalainen  | Caterham-Renault     | 0      |
| 21   | Witali Petrow      | Caterham-Renault     | 0      |
| 22   | Jérôme D’Ambrosio  | Lotus-Renault        | 0      |
| 23   | Charles Pic        | Marussia-Cosworth    | 0      |
| 24   | Narain Karthikeyan | HRT-Cosworth         | 0      |
| 25   | Pedro de la Rosa   | HRT-Cosworth         | 0      |

### Konstrukteurswertung
| Pos. | Konstrukteur     | Punkte |
| ---- | ---------------- | ------ |
| 01   | Red Bull-Renault | 324    |
| 02   | McLaren-Mercedes | 283    |
| 03   | Ferrari          | 263    |
| 04   | Lotus-Renault    | 239    |
| 05   | Mercedes         | 136    |
| 06   | Sauber-Ferrari   | 116    |

| Pos. | Konstrukteur         | Punkte |
| ---- | -------------------- | ------ |
| 07   | Force India-Mercedes | 81     |
| 08   | Williams-Renault     | 58     |
| 09   | Toro Rosso-Ferrari   | 15     |
| 10   | Marussia-Cosworth    | 0      |
| 11   | Caterham-Renault     | 0      |
| 12   | HRT-Cosworth         | 0      |